# Brunhens
Brunhens (en francès Brugnens) és un municipi francès situat al departament del Gers i a la regió d'Occitània.

## Geografia

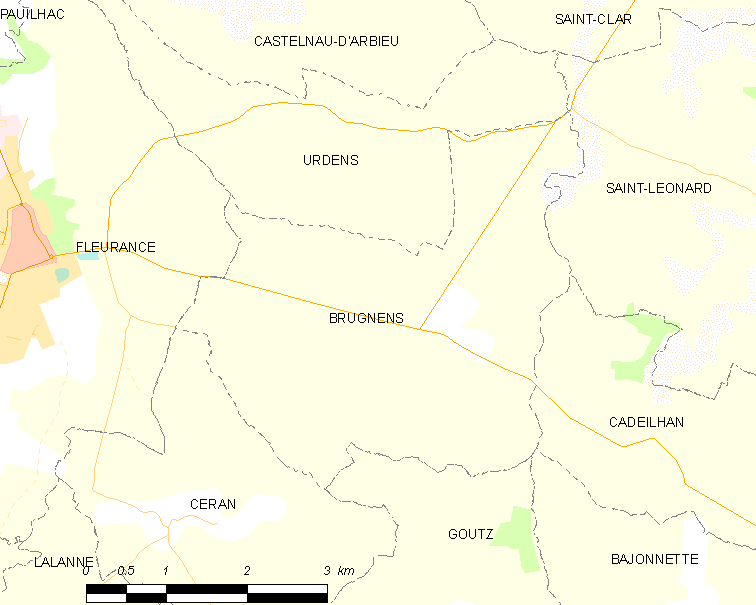
Mapa de la comuna de Brunhens

## Administració
| Període | Identitat          | Partit        |
| ------- | ------------------ | ------------- |
| 2001-   | Pierre Combedouzon | Divers droite |

## Demografia
| 1962                                       | 1968 | 1975 | 1982 | 1990 | 1999 | 2006 |
| ------------------------------------------ | ---- | ---- | ---- | ---- | ---- | ---- |
| 273                                        | 251  | 221  | 231  | 244  | 250  | 256  |
| Des de 1962: població sense dobles comptes |      |      |      |      |      |      |